# マグニトゴルスク集合住宅ガス爆発事故
マグニトゴルスク集合住宅ガス爆発事故（マグニトゴルスクしゅうごうじゅうたくガスばくはつじこ）は、ロシア・チェリャビンスク州のマグニトゴルスクの集合住宅で発生したガス爆発事故である。

## 概要
爆発は、2018年12月31日の午前6時2分（現地時間）に発生した。カールマルクス通り (Проспект Карла Маркса) 164番地にある、1973年に建設された10階建ての集合住宅の、12あるブロックのうちの7番目のブロックが爆発によって崩壊した。

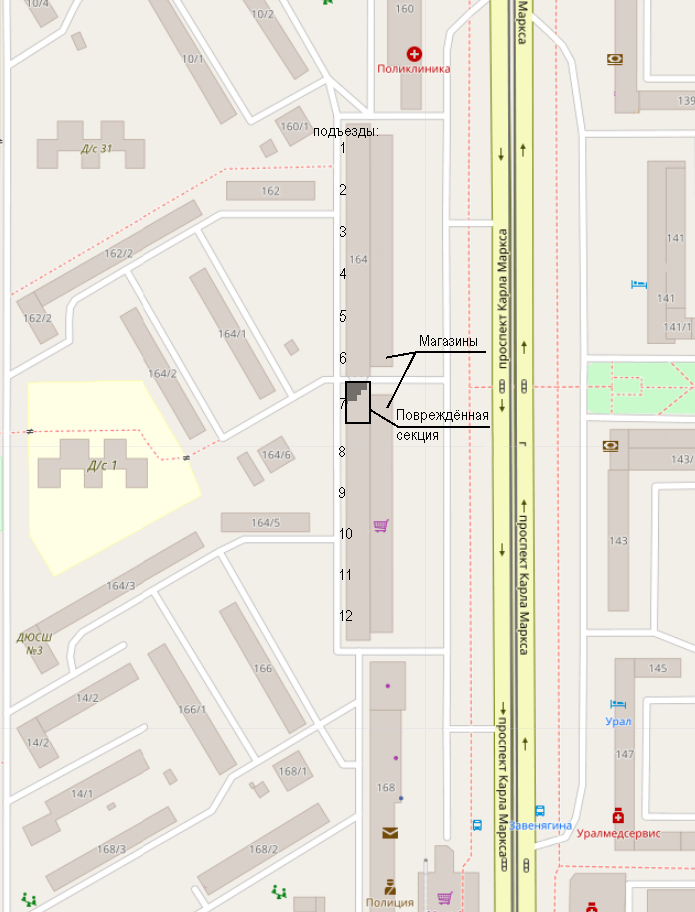
7番目のブロックが崩壊した

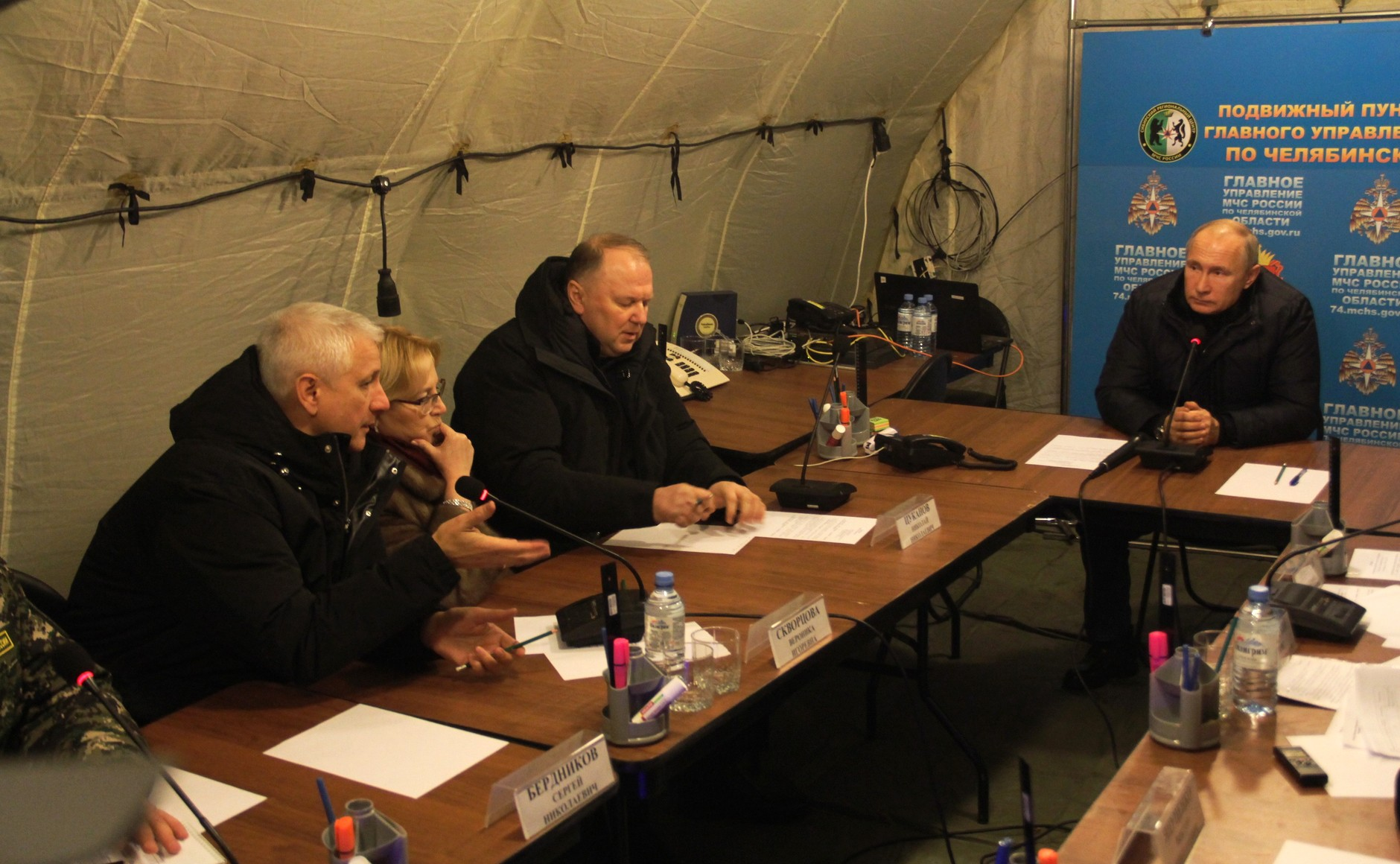
対策本部においてプーチン大統領が開いた会議の様子

事故発生当日の夕方には、非常事態省によって現場に開設された対策本部に大統領のウラジーミル・プーチンが到着し、現場を視察した他、負傷者を見舞った。捜査当局によると、事故の原因は家庭用ガスの爆発であるとされる。
事故の発生からおよそ35時間後、がれきの中からピンク色の靴下を身につけた、生後およそ11か月の男児が救出される。2019年1月3日、遺体の捜索および行方不明者の救出活動が終了される。崩壊したブロックに住んでいた133人のうち、39人が死亡し、17人が負傷した。死亡した39人の内訳は、男性が12人、女性が21人、子どもが6人であった。
同月4日、日本国内閣総理大臣の安倍晋三はプーチン大統領に宛てて、同国外務大臣の河野太郎は外務大臣のセルゲイ・ラブロフに宛てて、事故を受けたお見舞いのメッセージをそれぞれ出している。

## 事故後
集合住宅は、崩壊したブロックが解体されたために2棟の建物となり、新しくできた壁面にはグラフィティ・アーティストによって大きなアートが2019年6月までに描かれた。一方の壁面には、折り紙でできた39羽の白色の鳥の絵が描かれ、もう一方の壁面には、青色の空と白色の雲が描かれた。絵画のスケッチは、バウマン記念モスクワ国立工科大学のデザイン学部の長が担当した。2棟の建物の間にできたスペースには広場が同年7月1日までに整備され、39本のカエデが植樹された。